# Chick Chandler
Fehmer Christy Chandler, detto Chick (Kingston, 18 gennaio 1905 – Laguna Beach, 30 settembre 1988), è stato un attore statunitense.

## Filmografia parziale

### Cinema
- Three of a Kind, regia di Phil Rosen (1936)
- One Mile from Heaven, regia di Allan Dwan (1937)
- Portia on Trial, regia di George Nicholls Jr. (1937)
- Una ragazza allarmante (Love and Hisses), regia di Sidney Lanfield (1937)
- La grande strada bianca (Alexander's Ragtime Band), regia di Henry King (1938)
- Hollywood Cavalcade, regia di Irving Cummings (1939)
- Too Busy to Work, regia di Otto Brower (1939)
- Il canto del fiume (Swanee River), regia di Sidney Lanfield (1939)
- Sposa contro assegno (The Bride Came C.O.D.), regia di William Keighley (1941)
- Situazione pericolosa (I Wake Up Screaming), regia di H. Bruce Humberstone (1941)
- Echi di gioventù (Remember the Day), regia di Henry King (1941)
- Il terrore di Chicago (The Big Shot), regia di Lewis Seiler (1942)
- Morgan il bandito (Baby Face Morgan), regia di Arthur Dreifuss (1942)
- Youth on Parade, regia di Albert S. Rogell (1942)
- Hi Diddle Diddle, regia di Andrew L. Stone (1943)
- Capitano Eddie (Captain Eddie), regia di Lloyd Bacon (1945)
- Abbandonata in viaggio di nozze (Family Honeymoon), regia di Claude Binyon (1948)
- Ogni ragazza vuol marito (Every Girl Should Be Married), regia di Don Hartman (1948)
- The Great Rupert, regia di Irving Pichel (1950)
- Colpo di scena a Cactus Creek (Curtain Call at Cactus Creek), regia di Charles Lamont (1950)
- Il continente scomparso (Lost Continent), regia di Sam Newfield (1951)
- Untamed Heiress, regia di Charles Lamont (1954)
- Il tesoro degli aztechi (Naked Gun), regia di Eddie Dew (1956)
- Questo pazzo, pazzo, pazzo, pazzo mondo (It's a Mad, Mad, Mad, Mad World), regia di Stanley Kramer (1963)

### Televisione
- The Whistler – serie TV, episodio 1x09 (1954)
- Letter to Loretta – serie TV, 4 episodi (1954-1955)
- TV Reader's Digest – serie TV, episodio 2x07 (1955)
- Navy Log – serie TV, episodio 1x09 (1955)
- Soldiers of Fortune – serie TV, 52 episodi (1955-1957)
- Crossroads – serie TV, episodio 1x25 (1956)
- Screen Directors Playhouse – serie TV, episodi 1x15-1x20 (1956)
- One Happy Family – serie TV, 15 episodi (1958-1960)
- Johnny Staccato (Johnny Staccato) – serie TV, episodio 1x01 (1959)
- L'uomo ombra (The Thin Man) – serie TV, episodio 2x33 (1959)
- Lassie – serie TV, 5 episodi (1961-1969)
- Going My Way – serie TV, episodio 1x25 (1963)
- Bonanza – serie TV, 6 episodi (1967-1971)